# Општина Чивава (Чивава)
Чивава (шп. Chihuahua) општина је у Мексику у савезној држави Чивава. Општина се налази на надморској висини од 1433 м.

## Становништво
Према подацима из 2010. у општини је живело 819543 становника.

### Хронологија
| Година       | 2000                     | 2005                     | 2010                     |
| ------------ | ------------------------ | ------------------------ | ------------------------ |
| Становништво | 671790 (326247 / 345543) | 758791 (369064 / 389727) | 819543 (399495 / 420048) |

### Попис
| \| \| м \| \| \| ж \| \| 0—2 \| 19.293 \| \| \| 18.742 \| \| 3—5 \| 21.044 \| \| \| 20.439 \| \| 6—11 \| 43.921 \| \| \| 42.218 \| \| 12—14 \| 21.384 \| \| \| 20.791 \| \| 15—17 \| 22.904 \| \| \| 22.411 \| \| 18—24 \| 52.265 \| \| \| 52.287 \| \| 60+ \| 32.764 \| \| \| 40.819 \| \| Просек : \| 30,0 \| \| \| 31,3 \| |        |  |  |        |
| |        |  |  |        |
| | м      |  |  | ж      |
| 0—2 | 19.293 |  |  | 18.742 |
| 3—5 | 21.044 |  |  | 20.439 |
| 6—11 | 43.921 |  |  | 42.218 |
| 12—14 | 21.384 |  |  | 20.791 |
| 15—17 | 22.904 |  |  | 22.411 |
| 18—24 | 52.265 |  |  | 52.287 |
| 60+ | 32.764 |  |  | 40.819 |
| Просек : | 30,0   |  |  | 31,3   |

| #   | Индикатор                                                                                        | Вредност |
| --- | ------------------------------------------------------------------------------------------------ | -------- |
| 1   | Становништво од 0 до 2 године                                                                    | 38035    |
| 2   | Мушко становништво од 0 до 2 године                                                              | 19293    |
| 3   | Женско становништво од 0 до 2 године                                                             | 18742    |
| 4   | Становништво са 3 и више година                                                                  | 755548   |
| 5   | Мушко становништво са 3 и више година                                                            | 367206   |
| 6   | Женско становништво са 3 и више година                                                           | 388342   |
| 7   | Становништво са 5 и више година                                                                  | 727890   |
| 8   | Мушко становништво са 5 и више година                                                            | 353102   |
| 9   | Женско становништво са 5 и више година                                                           | 374788   |
| 10  | Становништво са 12 и више година                                                                 | 627926   |
| 11  | Мушко становништво са 12 и више година                                                           | 302241   |
| 12  | Женско становништво са 12 и више година                                                          | 325685   |
| 13  | Становништво са 15 и више година                                                                 | 585751   |
| 14  | Мушко становништво са 15 и више година                                                           | 280857   |
| 15  | Женско становништво са 15 и више година                                                          | 304894   |
| 16  | Становништво са 18 и више година                                                                 | 540436   |
| 17  | Мушко становништво са 18 и више година                                                           | 257953   |
| 18  | Женско становништво са 18 и више година                                                          | 282483   |
| 19  | Становништво од 3 до 5 година                                                                    | 41483    |
| 20  | Мушко становништво од 3 до 5 година                                                              | 21044    |
| 21  | Женско становништво од 3 до 5 година                                                             | 20439    |
| 22  | Становништво од 6 до 11 година                                                                   | 86139    |
| 23  | Мушко становништво од 6 до 11 година                                                             | 43921    |
| 24  | Женско становништво од 6 до 11 година                                                            | 42218    |
| 25  | Становништво од 8 до 14 година                                                                   | 100357   |
| 26  | Мушко становништво од 8 до 14 година                                                             | 51099    |
| 27  | Женско становништво од 8 до 14 година                                                            | 49258    |
| 28  | Становништво од 12 до 14 година                                                                  | 42175    |
| 29  | Мушко становништво од 12 до 14 година                                                            | 21384    |
| 30  | Женско становништво од 12 до 14 година                                                           | 20791    |
| 31  | Становништво од 15 до 17 година                                                                  | 45315    |
| 32  | Мушко становништво од 15 до 17 година                                                            | 22904    |
| 33  | Женско становништво од 15 до 17 година                                                           | 22411    |
| 34  | Становништво од 18 до 24 године                                                                  | 104552   |
| 35  | Мушко становништво од 18 до 24 године                                                            | 52265    |
| 36  | Женско становништво од 18 до 24 године                                                           | 52287    |
| 37  | Женско становништво од 15 до 49 година                                                           | 226920   |
| 38  | Становништво са 60 и више година                                                                 | 73583    |
| 39  | Мушко становништво са 60 и више година                                                           | 32764    |
| 40  | Женско становништво са 60 и више година                                                          | 40819    |
| 41  | Однос између мушкараца и жена                                                                    | 95.11    |
| 42  | Становништво од нуле до 14 година                                                                | 207832   |
| 43  | Становништво од 15 до 64 године                                                                  | 536161   |
| 44  | Становништво од 65 година и више                                                                 | 49590    |
| 45  | Просечан број деце                                                                               | 2.06     |
| 46  | Становништво рођено у ентитету                                                                   | 719243   |
| 47  | Мушко становништво рођено у ентитету                                                             | 348572   |
| 48  | Женско становништво рођено у ентитету                                                            | 370671   |
| 49  | Становништво рођено у другом ентитету                                                            | 64581    |
| 50  | Мушко становништво рођено у другом ентитету                                                      | 32997    |
| 51  | Женско становништво рођено у другом ентитету                                                     | 31584    |
| 52  | Становништво од 5 година и више резидентно у ентитету у јуну 2005. године                        | 706780   |
| 53  | Мушко становништво старосног доба од 5 година и више, резидентно у ентитету у јуну 2005. године  | 341789   |
| 54  | Женско становништво старосног доба од 5 и више година, резидентно у ентитету у јуну 2005. године | 364991   |
| 55  | Становништво од 5 година и више које је живело у другом ентитету у јуну 2005. године             | 10153    |
| 56  | Мушко становништво старије од 5 година које је живело у другом ентитету у јуну 2005. године      | 5273     |
| 57  | Женско становништво старије од 5 година које је живело у другом ентитету у јуну 2005. године     | 4880     |
| 58  | Становништво од 3 године и више које говори аутохтони језик                                      | 6615     |
| 59  | Мушко становништво старо 3 године и више које говори аутохтони језик                             | 3305     |
| 60  | Женско становништво старо 3 године и више које говори аутохтони језик                            | 3310     |
| 61  | Становништво од 3 године и више које говори аутохтони језик и не говори шпански језик            | 76       |
| 62  | Мушко становништво старо 3 године и више које говори аутохтони језик и не говори шпански         | 23       |
| 63  | Женско становништво старо 3 године и више које говори аутохтони језик и не говори шпански језик  | 53       |
| 64  | Становништво старо 3 године и више које говори аутохтони језик и шпански                         | 5040     |
| 65  | Мушко становништво старо 3 године и више које говори аутохтони језик и шпански                   | 2490     |
| 66  | Женско становништво старо 3 године и више које говори аутохтони језик и шпански                  | 2550     |
| 67  | Становништво од 5 година и више које говори аутохтони језик                                      | 6419     |
| 68  | Становништво од 5 година и више које говори аутохтони језик и не говори шпански језик            | 59       |
| 69  | Становништво од 5 година и више које говори аутохтони језик и говори шпански језик               | 4912     |
| 70  | Становништво у домородачким домаћинствима                                                        | 12136    |
| 71  | Становништво са ограничењима у активностима                                                      | 29795    |
| 72  | Становништво са ограниченим ходањем или кретањем, горе или доле                                  | 16688    |
| 73  | Становници са ограничењима вида, чак и уз кориштење сочива                                       | 8080     |
| 74  | Становништво са ограничењима говора, комуникације или конверзације                               | 2061     |
| 75  | Становништво са ограниченим слухом                                                               | 2879     |
| 76  | Становништво са ограничењима при одевању, купању или јелу                                        | 1590     |
| 77  | Становништво са ограничењима у опажању или учењу једноставних ствари                             | 1331     |
| 78  | Становништво са менталним ограничењима                                                           | 3406     |
| 79  | Становништво без ограничења активности                                                           | 759706   |
| 80  | Становништво од 3 до 5 година које не похађа школу                                               | 16063    |
| 81  | Мушко становништво од 3 до 5 година које не похађа школу                                         | 8325     |
| 82  | Женско становништво од 3 до 5 година које не похађа школу                                        | 7738     |
| 83  | Становништво од 6 до 11 година које не похађа школу                                              | 1543     |
| 84  | Мушко становништво од 6 до 11 година које не похађа школу                                        | 825      |
| 85  | Женско становништво од 6 до 11 година које не похађа школу                                       | 718      |
| 86  | Становништво од 12 до 14 година које не похађа школу                                             | 1783     |
| 87  | Мушко становништво од 12 до 14 година које не похађа школу                                       | 1009     |
| 88  | Женско становништво од 12 до 14 година које не похађа школу                                      | 774      |
| 89  | Становништво од 15 до 17 година похађа школу                                                     | 35832    |
| 90  | Мушко становништво од 15 до 17 година похађа школу                                               | 17875    |
| 91  | Женско становништво између 15 и 17 година живота у школи                                         | 17957    |
| 92  | Становништво од 18 до 24 године похађа школу                                                     | 43799    |
| 93  | Мушко становништво од 18 до 24 године похађа школу                                               | 22129    |
| 94  | Женско становништво од 18 до 24 године похађа школу                                              | 21670    |
| 95  | Становништво од 8 до 14 година које не може да чита и пише                                       | 1041     |
| 96  | Мушко становништво старосног доба од 8 до 14 година које не може да чита и пише                  | 638      |
| 97  | Женско становништво старосног доби од 8 до 14 година које не може да чита и пише                 | 403      |
| 98  | Становништво од 15 година и више које је неписмено                                               | 7998     |
| 99  | Мушко становништво од 15 година и више које је неписмено                                         | 3777     |
| 100 | Женско становништво од 15 година и више које је неписмено                                        | 4221     |
| 101 | Становништво старо 15 и више година без школовања                                                | 12490    |
| 102 | Мушко становништво старо 15 и више година без школовања                                          | 6009     |
| 103 | Женско становништво старо 15 и више година без школовања                                         | 6481     |
| 104 | Становништво старосног доба 15 и више година са непотпуним основним образовањем                  | 39273    |
| 105 | Мушко становништво старосног доба од 15 година и више са непотпуном основним образовањем         | 19081    |
| 106 | Женско становништво старосног доба 15 и више година са непотпуном основним образовањем           | 20192    |
| 107 | Становништво старо 15 и више година са комплетним основним образовањем                           | 78698    |
| 108 | Мушко становништво старо 15 година и више са комплетним основним образовањем                     | 37729    |
| 109 | Женско становништво старо 15 и више година са комплетним основним образовањем                    | 40969    |
| 110 | Становништво старосног доба 15 и више година са непотпуним средњим образовањем                   | 23723    |
| 111 | Мушко становништво старосног доба од 15 година и више са непотпуним средњим образовањем          | 13097    |
| 112 | Женско становништво старосног доба од 15 година и више са непотпуним средњим образовањем         | 10626    |
| 113 | Становништво старо 15 и више година са пуним секундарном образовањем                             | 128281   |
| 114 | Мушко становништво старосног доба од 15 година и више са пуним секундарном образовањем           | 60529    |
| 115 | Женско становништво старосног доба од 15 година и више са пуним секундарном образовањем          | 67752    |
| 116 | Становништво старије од 18 година са постосновним образовањем                                    | 265795   |
| 117 | Мушко становништво старије од 18 година са постосновним образовањем                              | 129320   |
| 118 | Женско становништво старије од 18 година са постосновним образовањем                             | 136475   |
| 119 | Просечна оцена школовања                                                                         | 10.36    |
| 120 | Просечан ниво образовања мушке популације                                                        | 10.42    |
| 121 | Просечан ниво образовања женског становништва                                                    | 10.32    |
| 122 | Економски активно становништво                                                                   | 351995   |
| 123 | Економски активна мушка популација                                                               | 213927   |
| 124 | Економски активна женска популација                                                              | 138068   |
| 125 | Становништво које није економски активно                                                         | 272989   |
| 126 | Мушко становништво које није економски активно                                                   | 86845    |
| 127 | Женско становништво које није економски активно                                                  | 186144   |
| 128 | Запослено становништво                                                                           | 334641   |
| 129 | Запослено мушко становништво                                                                     | 201420   |
| 130 | Запослено женско становништво                                                                    | 133221   |
| 131 | Незапослена популација                                                                           | 17354    |
| 132 | Незапослена мушка популација                                                                     | 12507    |
| 133 | Незапослена женска популација                                                                    | 4847     |
| 134 | Становништво без права на здравствене услуге                                                     | 128047   |
| 135 | Становништво које има право на здравствене услуге                                                | 663832   |
| 136 | Становништво које има право на ИМСС                                                              | 417550   |
| 137 | Становништво које има право на социјално осигурање                                               | 48726    |
| 138 | Становништво које има право на државно социјално осигурање                                       | 3748     |
| 139 | Становништво које има право на опште осигурање или здравствено осигурање за нову генерацију      | 106513   |
| 140 | Становништво које је било једном или није било у браку током 12 година и више                    | 223142   |
| 141 | Венчано или уједињено становништво од 12 година и више                                           | 333726   |
| 142 | Становништво које је било у браку или уједињено 12 година и више                                 | 69471    |
| 143 | Становништво са католичком религијом                                                             | 666665   |
| 144 | Протестанти, еванђелисти и библијски следбеници различити од еванђелиста                         | 75747    |
| 145 | Становништво са другим религијама различитим од претходних                                       | 406      |
| 146 | Становништво без религије                                                                        | 39101    |
| 147 | Укупно пописаних домаћинства                                                                     | 228638   |
| 148 | Пописна домаћинства на челу са мушкарцима                                                        | 165810   |
| 149 | Пописна домаћинства на челу са женама                                                            | 62828    |
| 150 | Становништво у пописним домаћинствима                                                            | 791808   |
| 151 | Становништво у пописним домаћинствима на челу са мушкарцима                                      | 605865   |
| 152 | Становништво у пописним домаћинствима на челу са женама                                          | 185943   |
| 153 | Укупно домаћинстава                                                                              | 294012   |
| 154 | Укупно насељених домаћинстава                                                                    | 237194   |
| 155 | Укупно приватних кућа                                                                            | 285456   |
| 156 | Насељени приватни домови                                                                         | 228638   |
| 157 | Укупно насељених приватних кућа                                                                  | 237106   |
| 158 | Ненасељене приватне куће                                                                         | 44924    |
| 159 | Појединачна домаћинства за привремену употребу                                                   | 11894    |
| 160 | Становници у насељеним приватним кућама                                                          | 791808   |
| 161 | Насељеност станара у приватним становима                                                         | 3.46     |
| 162 | Просечно становника по соби у приватним насељеним домаћинствима                                  | 0.77     |
| 163 | Појединачна домаћинства са подовима од различитих материјала од земље                            | 224842   |
| 164 | Појединачна домаћинства у приземљу                                                               | 3023     |
| 165 | Појединачна домаћинства са једном спаваћом собом                                                 | 56522    |
| 166 | Појединачна домаћинства са две спаваће собе и више                                               | 171485   |
| 167 | Појединачна домаћинства са једним собом                                                          | 5502     |
| 168 | Појединачна домаћинства са две собе                                                              | 17674    |
| 169 | Појединачна домаћинства са 3 собе и више                                                         | 204535   |
| 170 | Појединачна домаћинства која имају електрично светло                                             | 227587   |
| 171 | Појединачна домаћинства која немају електрично светло                                            | 682      |
| 172 | Појединачна домаћинства која имају водоводну воду у стамбеном простору                           | 222833   |
| 173 | Појединачна домаћинства која немају водоводну воду у стамбеном простору                          | 5016     |
| 174 | Појединачна домаћинства која имају тоалет                                                        | 226537   |
| 175 | Појединачна домаћинства која имају канализацију                                                  | 225866   |
| 176 | Појединачна домаћинства која немају канализацију                                                 | 1847     |
| 177 | Појединачна домаћинства која имају електрично светло, довод воде из јавне мреже и канализацију   | 221499   |
| 178 | Појединачна домаћинства без икаквих услова                                                       | 389      |
| 179 | Појединачна домаћинства која имају радио                                                         | 200098   |
| 180 | Појединачна домаћинства која имају телевизор                                                     | 225129   |
| 181 | Појединачна домаћинства која имају фрижидер                                                      | 222963   |
| 182 | Појединачна домаћинства која имају машину за веш                                                 | 205642   |
| 183 | Појединачна домаћинства која имају аутомобил или комби                                           | 164492   |
| 184 | Појединачна домаћинства која имају рачунар                                                       | 110994   |
| 185 | Појединачна домаћинства која имају фиксну телефонску линију                                      | 148292   |
| 186 | Појединачна домаћинства која имају мобилни телефон                                               | 192372   |
| 187 | Појединачна домаћинства која имају приступ интернету                                             | 88871    |